# (170027) 2002 VH5
170027 (2002 VH5) là một tiểu hành tinh vành đai chính được phát hiện ngày 5 tháng 11 năm 2002 bởi James Whitney Young ở Đài thiên văn Núi bàn gần Wrightwood, California.